# يانكي

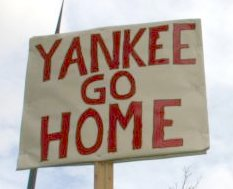

يانكي (Yankee) (أو Yank في بريطانيا) مصطلح له عدة استعمالات، يستعمل في بريطانيا وبعض دول العالم للإشارة إلى سكان الولايات المتحدة الأمريكية، بينما يستعمل في أمريكا للإشارة إلى سكان نيو إنجلاند خصوصا ذوي الاصول الإنجليزية. ويطلق على سكان الولايات الشمالية عموماً بـ «يانكي».